# Siebenbürgen (Band)
Siebenbürgen war eine Metal-Band aus Schweden, die sich durch eine Mischung aus Gothic Metal und Black Metal sowie durch verschiedene Gesangsstimmen auszeichnet und auf diese Weise einen sehr variablen Klang produziert. Die Band lässt sich insgesamt dem Dark Metal zuordnen; sie selbst bezeichnet ihren Stil als „Vampyric Metal“ (wie auch Cradle of Filth), denn ihre Texte entstammen oft älteren Vampir- und Gruselgeschichten. Der Gruppenname geht auf das Gebiet Siebenbürgen im heutigen Rumänien zurück, welches u. a. als Transsilvanien aus Vampirgeschichten wie Dracula bekannt ist.

## Geschichte
Siebenbürgen wurde 1994 von Marcus Ehlin (Gitarre, Gesang) und Anders Rosdahl (Schlagzeug) gegründet. Noch im selben Jahr stieß der Bassist Fredrick Brockert hinzu. In dieser Besetzung und mit Unterstützung der Violinistin und Sängerin Lovisa Hallstedt veröffentlichte die Band ihr erstes Demoalbum Siebenbürgen (1996). Kurz darauf wurden sie verstärkt durch den Gitarristen Linus Ekström. Im gleichen Jahr spielte die Band ihr zweites Demo Ungentum Pharelis ein, mit dem sie einen Plattenvertrag bei Napalm Records bekamen.
Im April 1997 kam ihr Debütalbum Loreia auf den Markt, welches durch den charakteristischen Stil auffiel. Bereits im Januar 1998 veröffentlichte Siebenbürgen das zweite Album Grimjaur – wie alle bisherigen Veröffentlichungen wieder mit Lovisa Hallstedt. Diese verließ die Band 1999 und wurde durch die Sängerin Kicki Hoijertz ersetzt, mit der die Band im Februar 2000 das Album Delictum einspielte. Anders als die Vorgängeralben (mit – neben englischen und deutschen – vornehmlich schwedischen Texten) schrieb die Band für dieses Album ihr Material überwiegend auf Englisch.
Im Jahr 2000 stieß Richard Bryngelsson zur Band und übernahm die Gitarre, Marcus Ehlin konzentrierte sich ausschließlich auf den Gesang. 2001 erschien das vierte Album Plagued Be Thy Angel. In der Folge wurden Linus Ekström und Kicki Hoijertz durch Fredrik Folkare und Turid Walderhaug ersetzt, letztere wiederum kurz darauf durch Erika Roos.
Nach den Aufnahmen zu Darker Designs and Images im Jahr 2005 gab die Band am 2. Februar 2006 ihre Auflösung bekannt. In einer gemeinsamen Stellungnahme begründeten die Bandmitglieder dies mit mangelnder Energie und Inspiration, die Band fortzuführen. Knapp zwei Jahre später im November 2007 reanimierte Marcus Ehlin die Band. Neben dem Gitarristen Richard Bryngelsson und Ehlin selbst als Sänger und Bassist bilden die neu hinzugekommenen Mitglieder Dennis Ekdahl als Schlagzeuger und der Keyboarder Johnnie Gunther die Band. Am 13. Juni 2008 erschien das bislang letzte Album Revelation VI bei Massacre Records.

## Diskografie
Demos
- 1996: Siebenbürgen
- 1996: Ungentum Pharelis

Alben
- 1997: Loreia
- 1998: Grimjaur
- 2000: Delictum
- 2001: Plagued Be Thy Angel
- 2005: Darker Designs and Images
- 2008: Revelation VI